# Novostepanivka, Berezivka
Novostepanivka (în ucraineană Новостепанівка, în germană Neu Mannheim) este un sat în comuna Znameanka din raionul Berezivkaa, regiunea Odesa, Ucraina. Satul a fost locuit de germanii pontici.

## Demografie
Componența lingvistică a localității Novostepanivka
     Ucraineană (97,79%)
     Alte limbi (0,74%)
Conform recensământului din 2001, majoritatea populației localității Novostepanivka era vorbitoare de ucraineană (97,79%), existând în minoritate și vorbitori de alte limbi.